# Duchowość zielonoświątkowców

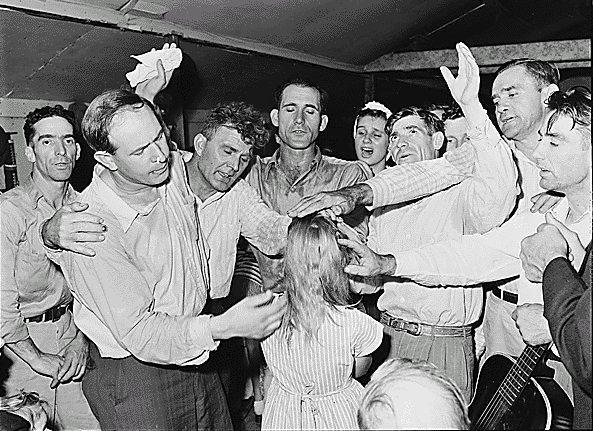
Modlitwa za chorych z włożeniem rąk

Ruch zielonoświątkowy dzieli się na liczne denominacje, które charakteryzuje wiara w konieczność świadomego odrodzenia przez uznanie Jezusa jako „osobistego zbawiciela” oraz intensywne przeżywanie obecności Ducha Świętego. Obecność ta ma się manifestować przez doświadczenie tzw. chrztu w Duchu Świętym, którego wynikiem jest modlitwa innymi językami oraz inne dary duchowe wymienione w 1. Liście do Koryntian.
Etapy ruchu zielonoświątkowego:
1. Pierwszy z nich, zwana klasycznym pentekostalizmem, rozwinęła się z początkiem XX w. w Kalifornii, a jej ikoną stały się opisywane wcześniej wydarzenia przy Azusa Street oraz glosolalia.
2. Druga fala nazwana w nawiązaniu do proroctw Joela „deszczem jesiennym” rozpoczęła się w latach pięćdziesiątych i jako „ruch charyzmatyczny” przeniknęła do kościołów tradycyjnych, nie wyłączając Kościoła katolickiego, w którym rozwija się jako Odnowa w Duchu Świętym
3. Na spotkaniach modlitewnych trzeciej fali zielonoświątkowej obejmującej swym zasięgiem dwie ostatnie dekady XX w. oczekiwano manifestacji „znaków i cudów”. Rozumiano przez to fizyczne uzdrowienia, uwolnienia od demonów i inne somatyczne manifestacje mocy, które przejawiały się przez często zbiorowe padanie na podłogę, histeryczny śmiech i różnego rodzaju drgawki oraz taniec. Ten sposób praktykowania duchowości wywarł duży wpływ na styl spotkań odbywających się również w polskich zborach[2]

Ewangelikalizm jako kierunek duchowości – termin ten odnosi się zwykle do ruchu, głównie protestanckiego, który podkreśla:
1. Biblię jako źródło autorytatywne
2. wieczne zbawienie możliwe wyłącznie przez ponowne narodzenie, które obejmuje osobiste zaufanie do Chrystusa
3. duchowo odmienione życie odznaczające się moralnym postępowaniem, osobistą pobożnością, taką jak czytanie Biblii i modlitwa, oraz gorliwością ewangelizacyjną i misyjną[3]

## Główne symbole duchowości pentekostalnej
Pentekostalizm (ruch zielonoświątkowy) narodził się z pogłębienia życia duchowego i religijnego. Pogłębienie to początkowo miało charakter ludowy i przeżyciowy. Nie wyrażało się w systematycznych opracowaniach, co raczej w konkretnych formach zgromadzeń, w pieśniach, kazaniach i osobistych świadectwach, dających wyobrażenie o specyfice pentekostalnej duchowości. Najbardziej adekwatnym sposobem systematyzacji tejże duchowości wydaje się odwołanie do kilku centralnych cech charakterystycznych dla tego sposobu przeżywania wiary chrześcijańskiej. Niektórzy autorzy ograniczają się do wymienienia głównych sposobów modlitwy, wyraźnie odróżniających się do tradycyjnego chrześcijaństwa. Można też się skupić na czterech „praktykach modlitewnych: modlitwa uwielbienia (chwały), modlitwa w językach, wygłaszanie proroctw oraz modlitwa o uzdrowienie. Skupienie się wyłącznie na praktykach modlitewnych bądź skoncentrowanie się jedynie na jednym aspekcie nie pozwala na pełne zrozumienie specyfiki tejże duchowości.
D.A. Albrecht wymienia sześć symboli, wokół których zorganizowana jest duchowość pentekostalna: uwielbienie, słowo, dary, posługa, lider, ewangelizacja. Dla uchwycenia pełnej dynamiki konieczne jest uzupełnienie tych rozważań o element początkowy i niezbędny- nawrócenie, które jest rozumiane jako nowe narodzenie z Ducha (being born again). Równie ważnymi elementami ruchu zielonoświątkowców jest wspólnota, walka duchowa jak i napięcie eschatologiczne.

### Nowe narodzenie
Nowe narodzenie to symbol początku nowego życia z Bogiem. Jest on wspólny dla uczestników różnych form protestanckiego ewangelikanizmu. Większość charyzmatyków podkreśla potrzebę jakiegoś wszechogarniającego doświadczenia Ducha Świętego, które następuje po nawróceniu. W świecie protestanckim „ chrzest w Duchu wywodzi się z tradycji pietystycznej i metodystycznej, gdzie jego początki można odnaleźć w ideach: „drugiego błogosławieństwa”, duchowego przełomu i w możliwości osiągnięcia pełni uświęcenia. Kościoły zielonoświątkowe przejęły ten termin z „ruchu świętości”( ewangelizacje D.L. Moody’ego, Ch. G. Finneya oraz innych kaznodziejów II połowy XIX wieku) i związały to przeżycie z darami Ducha Świętego, głównie z darem języków, jako zewnętrznym znakiem doświadczenia tego chrztu. W modelowej doktrynie zielonoświątkowców chrzest w Duchu Świętym powinien być drugim po nawróceniu (które oznacza tu właściwy moment zostania chrześcijaninem, uwierzenie w zbawczą śmierć Jezusa i wiąże się z przyjęciem chrztu wiary- chrztu wodnego) momentem zwrotnym w życiu każdego chrześcijanina. Dopiero ten chrzest daje pełnię Ducha Świętego i Jego łaski, które przemienia wierzącego i przejawia się darach charyzmatycznych. U czołowego działacza Wielkiego Przebudzenia, Jonathana Edwardsa zauważalny jest aspekt natychmiastowości, a nawet gwałtowności nowego narodzenia. Wstępnym etapem nawrócenia jest dla jednostki podjęcie próby krytycznego spojrzenia na siebie i w konsekwencji odkrycie stanu własnego upadku. Jest to chwila, kiedy dogłębnie poznawszy swoją grzeszną naturę, chrześcijanin uwierzył, że Bóg go kocha i że Chrystus umarł za jego własne grzechy i tym samym go odkupił. Jest to moment kiedy wierzący doświadcza pewności swego zbawienia. Pewność zbawienia jest zaczerpnięta z purytanizmu za pomocą metodyzmu. Nawrócenie winien przeżyć każdy dojrzały chrześcijanin. Wydarzenie to zmienia człowieka oraz jego dotychczasowy system wartości. Nawrócenie jest równoznaczne z nowymi narodzinami człowieka. Następuje metaforycznie pojmowana głęboka przemiana osobowości, charakteru, zachowania. W ruchu zielonoświątkowym jest to punkt zwrotny chrześcijańskiej biografii, podstawowe religijne doświadczenie wiernego. Jest to duchowe przeżycie, podczas którego człowiek poprzez Ducha świętego wchodzi w bezpośredni kontakt z Jezusem Chrystusem i przyjmuje Go jako Zbawiciela i Pana.
Moment nawrócenia składa się z kilku elementów. Pierwszym jest metanois, czyli pokuta będąca nie tylko żalem za grzeszny stan człowieka, ale również odmianą sposobu myślenia, gdy rozpozna się siebie jako grzesznika następuje tzw. upamiętnianie, które jest uświadomieniem sobie tego stanu wraz z decyzją sprzeciwiającą się mu. I właśnie w tym momencie w wyniku daru łaski następuje „skok” wiary. Kolejność tych elementów jest kwestia sporna.

### Uwielbienie
Sposób rozumienia uwielbienia mieści się w samym sercu liturgii i duchowości pentekostalnej. Słowo „ uwielbienie” można zostać użyć w kontekście pentekostalnym na oznaczenie trzech rzeczywistości. Może się odnosić do całości chrześcijańskiego życia, także tego poza obrębem Kościoła. Codzienność przeżywana jako uwielbienie Boga. Może zostać użyte do opisu liturgii pentekostalnej we wszystkich jej wymiarach, obejmując zarówno głoszenie słowa, modlitwę. Po trzecie używa się tego określenia na specyficzną część pentekostalnego rytu modlitewnego. Uwielbienie dla uczestników nabożeństwa to nie tylko modlitwa czy śpiewanie ale przede wszystkim zawarte w aktach religijnych spotkania z hierofanią, czyli doświadczenia objawiania się Boga. Wspólnotowe oddawanie czci Bogu, wyrażane najczęściej przez śpiew uważane jest za uprzywilejowane miejsce objawiania się bożej obecności. Obecność Boga jest niejako sprowadzana na ziemię przez modlitwę. Cała duchowość pentekostalna jest ukształtowana przez wiarę w możliwość doświadczania obecności Boga w jego mocy, a oczekiwanie na takie doświadczenie stanowi racje bytu pentekostalnych spotkań modlitewnych.
Wspólnotowe uwielbienie zakłada istnienie pewnych technik, takich jak porywające śpiewy, a także praktykowanie rytualnych postaw ciała. Uwielbienie to oznacza wysoki stopień wspólnotowego udziału w porywającej i ekscytującej atmosferze, odejście od tradycyjnych pieśni kościelnych na rzecz współczesnych słów i melodii.
Charakterystyczne dla takiej formy uwielbienia jest oczekiwanie: wielbienie Boga jest nie tylko ludzkim działaniem, ale staje się połączeniem otwartości człowieka z bezpośrednim działaniem Boga. Bóg przychodzi zamieszkać w świętym zgromadzeniu i trudno przewidzieć, w jaki sposób da temu wyraz. Jego interwencje określa się jako „poruszenia Ducha”, „działania Ducha”. Bóg przychodzi na spotkanie z wiernym i kiedy spotyka otwarte serce sam zaczyna kierować modlitwą.
Przy omawianiu uwielbienia należy wspomnieć o darze języków, ponieważ jest on postrzegany najczęściej jako cudowne wyposażenie chrześcijanina w narzędzie uwielbiania Boga. Klasyczny pentekostalizm trzyma się tradycji mówiącej, że początkowym znakiem chrztu w Duchu Świętym powinny być „języki”. Współcześnie jednak większość członków klasycznych wyznań pentekostalnych (zielonoświątkowców) nigdy w życiu nie modliła się w językach.

### Słowo
Wiara w słowo to nic innego, jak wiara w to, że Bóg nieustanie przemawia do swojego ludu. Duchowość pentekostalna ukształtowana jest przez silna wiarę w możliwość bosko ludzkiej rozmowy. Termin „słowo” może oznaczać konkretny przekaz biblijnego fragmentu albo nauczanie, napominanie, świadectwo z życia czy słowo charyzmatyczne. Słowo biblijne rozumiane jako tekst, który z mocą przemówił do uczestnika modlitewnego spotkania. Mówiąc „otrzymałem słowo” ma on na myśli, że biblijna narracja, fraza zostały mu dane jako oczywiste i bezpośrednie światło na trudną sytuacje w jakiej się znalazł. W tym sensie Bóg powiedział mu co rozbić.
Słowo może również oznaczać publiczne nauczanie lub napominanie. Ważnym aspektem wiary w moc słowa jest dzielenie się przeżyciami religijnymi, czy to na forum publicznym w sformalizowanym rytuale „dzielenia się świadectwem”, czy też na sposób osobisty w gronie prywatnym. Świadectwa są sposobem interpretowania Biblii w życiu osobistym. Przejawem tego rodzaju duchowości są „słowa charyzmatyczne”, czyli „dary słowa”, „proroctwa”, „manifestacje Ducha”. Wypowiadane w uroczysty sposobów, przyjmowane bywają w atmosferze odpowiadającej starotestamentowej wierze w obecność proroków pośród ludu Bożego. Ważna rola społeczeństwa jest rozeznanie, czy taki przekaz faktycznie pochodzi od Boga czy mają źródło w ludzkim błędzie.

### Charyzmaty(Dary duchowe)
Podstawowym spośród darów duchowych jest chrzest w Duchu Świętym, wyraża zarówno wszechobejmujący charakter tego doświadczenia jako zanurzenie całej osoby ludzkiej w obecności Ducha Świętego, jak i jego wyjątkowość. Chrześcijanin w nim otrzymuje nadprzyrodzoną moc Ducha Świętego do swojego życia. Od chwili nawrócenia Duch Święty przebywa z wierzącym, a od chwili chrztu w Duchu Świętym- w wierzącym. Od tej chwili jest on Duchem zamieszkującym wnętrze wierzącego. Najistotniejszym aspektem tego doświadczenia jest osobiste spotkanie z Bożą Osobą, a dary duchowe są sprawą wtórna. Zwykle następuje to w wyniku modlitwy z symbolicznym nałożeniem rąk w czasie modlitewnego zgromadzenia. Za pożądany znak faktycznego chrztu w Duchu uważa się dar modlitwy w językach. W innych przypadkach za znak taki uważa się rozmaite doznania fizyczne, jak odczuwanie gorąca, bezwładne padania na ziemię lub drżenie. Innym wymiarem darów jest „zbudowanie”. Przezywanie darów we wspólnocie pomaga we wzajemnym budowaniu wiary i w poczuciu bycia jednością w Ciele Chrystusa.
Niewątpliwie najbardziej wyraźną cecha zielonoświątkowej pobożności jest dar języków, zwany inaczej glosolalia. Etymologicznie glosolalia składa się z dwóch greckich słów:”glossa” - język i „lalein” - mówić, co można przetłumaczyć jako „mówienie językami”. Nils Bloch- Hoell proponował w swojej monografii klasyfikację glosolalii: nieartykułowane głosy, prawie bełkot; artykułowane głosy lub pseudojęzyki; artykulacja dźwięków „ jakby w języku”, tylko w strukturze podobnym do dźwięku; automatyczne mówienie w realnie istniejącym języku, którego rodzajem jest xenolalia - mówienie w języku którego dana osoba nie zna i wcześniej się nie uczyła. W ruchu zielonoświątkowców powszechnie interpretuje się dar modlitwy językami jako praktykę modlitwy w języku, którego modlący się nie rozumie, nie zna i którego nigdy wcześniej się nie uczył. Rozwój i praktyka tego zjawiska wywodzi się z nowotestamentowych wzmianek w Dziejach Apostolskich św. Łukasza i w listach Pawła (por. 1 Kor 14).
Przebudzenie w kręgu anglosaskim zwane Holiness Movement było bezpośrednim poprzednikiem ruchu zielonoświątkowego w praktyce glosolalii. Początek ruchu bywa najczęściej kojarzony z wydarzeniami w szkole Biblijnej Parhama w Topeka w stanie Kansas.
Zielonoświątkowcy wierzą, że to sam Bóg zesłał tę niezwykłą formę modlitwy jaką jest potok niezrozumiałych dźwięków, które wydobywa z siebie wierzący. Bóg potwierdza tym łączność z wierzącym ofiarując mu możliwość takiego zachowania. Modli się „duch człowieka” ale jego rozum nie jest w stanie tego zrozumieć. Wymiar tajemnicy ma walory ewangelizujące i jest intrygujący dla ewentualnych postronnych obserwatorów spoza ruchu. Fenomen ten ma za zadanie budowanie wspólnoty. Przyciąga, fascynuje, a nawet w swych dynamicznych przejawach budzi grozę. Jest to przejaw epifanii Bożej mocy, jednocześnie potwierdza w ludzkiej świadomości łączność z Bogiem.
Psychologia religii interpretując glosolalię wiąże ją z problematyką doświadczenia religijnego. Początkowo próbowano ją interpretować jako zjawisko patologiczne lub jako znak odmiennego stanu świadomości określanego jako „histerię iluzoryczną”, a następnie w jungowskiej interpretacji wydawała się efektem uczestnictwa w archetypicznej zbiorowej podświadomości. Nowsze badania uznają, że zjawisko to nie ma jednak charakteru patologicznego. Według Nila Holma nowy adept przystępując do ruchu spotyka się z gotowym i zastanym zespołem wzorów zachowania i jednocześnie z oczekiwaniami jakie ma względem niego grupa odnośnie do przyjęcia konkretnej roli. Grupa oczekuje jej wypełnienia i adept obserwując cała praktykę skłania się do naśladowania i podejmuje próbę realizacji. Glosolalia pojmowane jako nadnaturalny dar Boga są znakiem Chrztu Duchem i poświadczają decyzję przekroczenia progu i przyjęcia nowej religijnej roli. Staje się rodzajem modlitwy, który można swobodnie przywoływać w chwilach indywidualnego skupienia. Pełni także funkcje terapeutyczną. Poczucie lekkości, ulgi towarzyszy wielu świadectwom ludzi modlącym się w ten sposób.

### Lider
Pojęcie lidera w ruchu zielonoświątkowym odbiega od pojęcia duszpasterza w tradycyjnej duchowości chrześcijańskiej czy protestanckiej. Oczekuje się po nim spełnienia roli proroka i wzorca otwartości na moc Bożą. Przekazicieli profetycznych przesłań w czasie liturgii może być wielu, jednak wzorcem profetycznej postawy może być wyłącznie lider. Prowadzi wspólnotę drogą wyznaczoną przez Boga, a najpierw decyduje która będzie właściwa.
Charakterystyczną cechą Kościołów pentekostalnych jest to, że lider często jest osobą świecką. Nie musi być ekspertem w dziedzinie teologii, jednakże musi posiadać uznany przez wspólnotę dar animowania i prowadzenia ludzi w kierunku uznanym przez Boga. Osoba lidera jest symbolem relacyjnego aspektu duchowości pentekostalnej, ukonkretnia dialogiczną interakcję między przywódcą a uczestnikami wspólnoty. Wymaga to głębokiego poczucia duchowego zrozumienia, akceptacji i dialogu. Przywództwo rozumiane jest metaforycznie jako natchnienie Ducha. Zadaniem lidera jest intuicyjne znajdowanie granicy przebiegającej między religijna ekstazą a grupowym porządkiem. Oczekuje się po nim umiejętności prowadzenia nabożeństw w kierunku ekstatycznym (kierowanie uczestników w stronę namacalnego doświadczenia paramistycznego), jednocześnie powinien stać na straży zdrowego rozsądku i porządku. Ekstatyczny styl modlitwy nie może prowadzić do chaosu, gdyż w porządku przejawia się Duch Święty. Realizuje się to dzięki przedmiotom rytualnym, takim jak: mikrofon, ołtarz, podwyższenie dla mówców, instrumenty muzyczne.

### Posługiwanie
Posługiwanie w ramach duchowości pentekostalnej można rozumieć w trzech aspektach: posługiwanie w czasie modlitwy, posługiwanie współwierzącym w Ciele Chrystusa oraz posługa w świecie. Zielonoświątkowcy znajdują wzór w postaci Jezusa, który zarówno oddawał chwałę Bogu jak i interesował się potrzebami ludzi. Dlatego też modlitewne spotkanie jest uzewnętrznianiem potrzeb wspólnoty, ich potrzeb czy tragedii. Znamienna cecha posługiwania jest oczekiwanie, że każdy członek wspólnoty może spontanicznie przyjąć rolę nauczyciela, może pomóc w rozeznaniu duchowym, służyć egzorcyzmom.

### Ewangelizacja
Ewangelizacja oznacza ukierunkowanie działań wspólnoty na zewnątrz. Jest to jeden z niezbywalnych elementów duchowości pentekostalnej. Duchowość ta koncentruje się wyraźnie na wspólnotowej liturgii, jednak nie wyczerpuje się w niej całkowicie. Modlitwa wspólnotowa staje się miejscem „wyruszenia w świat”. Wielu zielonoświątkowców wierzy, że zostali wybrani do spełnienia dzieła głoszenia ewangelii w tym momencie historii oraz że Duch Święty oświeca co do właściwych metod i co do treści ewangelizacji. Duchowość ta okazuje się duchowością pełnienia woli Boga. Nowe narodzenie jest wstępnym celem głoszenia Ewangelii, aby kandydat do chrześcijaństwa mógł przekroczyć bramę wiary. Dary duchowe objawiające się w posługiwaniu powinny okazać się narzędziami, za pomocą których człowiek może spełnić zadanie ewangelizacji przekraczającej ludzkie możliwości. Ewangelizacja zakłada dzielenie się dobrami materialnymi, w związku z tym szczodrość wiernych na rzecz tejże działalności jest najwyższa pośród innych wspólnot religijnych.

## Walka duchowa, napięcie eschatologiczne
Wspólnota – duży nacisk kładziony jest na poczucie wspólnoty. Zgromadzenia przeniknięte atmosferą przyjacielską, przejawami nieformalnego ciepła, okazywaniem wzajemnego zainteresowania, pomocy oraz współpracy. Wylewne wyrażanie uczuć stwarza poczucie przynależności do rodzinnego grona. Dodatkowe spotkania w małych grupkach domowych uznawane niekiedy za istotę struktury pentekostalnego chrześcijaństwa.
Walka duchowa – typowym aspektem doświadczenia pentekostalnego jest odkrywanie niewidzialnego królestwa ciemności i potrzeby walki z mocami zła. Może być to rozpoznawane jako część z symboli charyzmatów, z których jeden jest darem rozeznawania duchów.
Napięcie eschatologiczne – powszechne wylanie Ducha Świętego jest postrzegane w tych kręgach jako należące do znaków końca czasów. Uważa się, że Bóg obficie zsyła swojego Ducha, gdy nadchodzi Dzień Pański. Uwaga jest skoncentrowana na apokalipsie, podsycana często wątkami eschatologicznymi, jest elementem wspomagającym. Problemy „drugiego przyjścia Pana” albo „porwania świętych” należą do tematów często eksploatowanych.
Osobny nurt w polskiej służbie uwolnienia stanowią środowiska związane z tzw. walką duchową. Światopogląd ten charakteryzuje przekonanie, iż powodzenie i niepowodzenie w każdej dziedzinie życia jest wynikiem toczącej się nieustannie przeciw chrześcijanom walki złych duchów, próbujących przeszkodzić w wypełnieniu wobec człowiek pełnego dobroci i błogosławieństwa planu Bożego. Rezultaty tej walki uzależnione są od modlitwy odpowiednio do tego celu przygotowanych wystawienników, którzy często nazywani są „wojownikami Boga”. Swoimi modlitwami wywoływać mają Bożą interwencję na planie fizycznym oraz wspierać walczące oddziały aniołów na arenie kosmicznej rozgrywki.